# Список птиц Молдовы
Список птиц Молдавии включает в общей сложности более 300 видов.

## Отряд:Гагарообразные(Gaviiformes)

### Семейство:Гагаровые(Gaviidae)
- Краснозобая гагара (Gavia stellata)
- Чернозобая гагара (Gavia arctica)

## Отряд:Поганкообразные(Podicipediformes)

### Семейство:Поганковые(Podicipedidae)
- Малая поганка (Tachybaptus ruficollis)
- Серощёкая поганка (Podiceps grisegena)
- Большая поганка (Podiceps cristatus)
- Красношейная поганка (Podiceps auritus)
- Черношейная поганка (Podiceps nigricollis)

## Отряд:Буревестникообразные(Procellariiformes)

### Семейство:Буревестниковые(Procellariidae)
- Обыкновенный буревестник (Puffinus puffinus)
- Левантский буревестник (Puffinus yelkouan)

## Отряд:Пеликанообразные(Pelecaniformes)

### Семейство:Пеликановые(Pelecanidae)
- Розовый пеликан (Pelecanus onocrotalus)
- Кудрявый пеликан (Pelecanus crispus)

### Семейство:Баклановые(Phalacrocoracidae)
- Большой баклан (Phalacrocorax carbo)
- Хохлатый баклан (Phalacrocorax aristotelis)
- Малый баклан (Phalacrocorax pygmaeus)

## Отряд:Аистообразные(Ciconiiformes)

### Семейство:Цаплевые(Ardeidae)
- Серая цапля (Ardea cinerea)
- Рыжая цапля (Ardea purpurea)
- Большая белая цапля (Ardea alba)
- Малая белая цапля (Egretta garzetta)
- Жёлтая цапля (Ardeola ralloides)
- Обыкновенная кваква (Nycticorax nycticorax)
- Большая выпь (Botaurus stellaris)

### Семейство:Аистовые(Ciconiidae)
- Чёрный аист (Ciconia nigra)
- Белый аист (Ciconia ciconia)

### Семейство:Ибисовые(Threskiornithidae)
- Каравайка (Plegadis falcinellus)
- Обыкновенная колпица (Platalea leucorodia)

## Отряд:Гусеобразные(Anseriformes)

### Семейство:Утиные(Anatidae)
- Лебедь-шипун (Cygnus olor)
- Лебедь-кликун (Cygnus cygnus)
- Белолобый гусь (Anser albifrons)
- Пискулька (Anser erythropus)
- Серый гусь (Anser anser)
- Краснозобая казарка (Branta ruficollis)
- Огарь (Tadorna ferruginea)
- Пеганка (Tadorna tadorna)
- Свиязь (Anas penelope)
- Серая утка (Anas strepera)
- Чирок-свистунок (Anas crecca)
- Кряква (Anas platyrhynchos)
- Шилохвость (Anas acuta)
- Чирок-трескунок (Anas querquedula)
- Широконоска (Anas clypeata)
- Красноносый нырок (Netta rufina)
- Красноголовый нырок (Aythya ferina)
- Белоглазый нырок (Aythya nyroca)
- Хохлатая чернеть (Aythya fuligula)
- Обыкновенный гоголь (Bucephala clangula)
- Луток (Mergellus albellus)
- Длинноносый крохаль (Mergus serrator)

## Отряд:Соколообразные(Falconiformes)

### Семейство:Скопиные(Pandionidae)
- Скопа (Pandion haliaetus)

### Семейство:Ястребиные(Accipitridae)
- Обыкновенный осоед (Pernis apivorus)
- Красный коршун (Milvus milvus)
- Чёрный коршун (Milvus migrans)
- Орлан-белохвост (Haliaeetus albicilla)
- Стервятник (Neophron percnopterus)
- Белоголовый сип (Gyps fulvus)
- Чёрный гриф (Aegypius monachus)
- Змееяд (Circaetus gallicus)
- Болотный лунь (Circus aeruginosus)
- Полевой лунь (Circus cyaneus)
- Степной лунь (Circus macrourus)
- Луговой лунь (Circus pygargus)
- Европейский тювик (Accipiter brevipes)
- Ястреб-перепелятник (Accipiter nisus)
- Ястреб-тетеревятник (Accipiter gentilis)
- Обыкновенный канюк (Buteo buteo)
- Курганник (Buteo rufinus)
- Мохноногий канюк (Buteo lagopus)
- Малый подорлик (Aquila pomarina)
- Большой подорлик (Aquila clanga)
- Степной орёл (Aquila nipalensis)
- Могильник (Aquila heliaca)
- Беркут (Aquila chrysaetos)
- Ястребиный орёл (Aquila fasciatus)
- Орёл-карлик (Aquila pennatus)

### Семейство:Соколиные(Falconidae)
- Степная пустельга (Falco naumanni)
- Обыкновенная пустельга (Falco tinnunculus)
- Кобчик (Falco vespertinus)
- Дербник (Falco columbarius)
- Чеглок (Falco subbuteo)
- Балобан (Falco cherrug)
- Сапсан (Falco peregrinus)

## Отряд:Курообразные(Galliformes)

### Семейство:Фазановые(Phasianidae)
- Серая куропатка (Perdix perdix)
- Перепел (Coturnix coturnix)
- Обыкновенный фазан (Phasianus colchicus)

## Отряд:Журавлеобразные(Gruiformes)

### Семейство:Журавли(Gruidae)
- Красавка (Anthropoides virgo)
- Серый журавль (Grus grus)

### Семейство:Пастушковые(Rallidae)
- Водяной пастушок (Rallus aquaticus)
- Коростель (Crex crex)
- Малый погоныш (Porzana parva)
- Погоныш-крошка (Porzana pusilla)
- Погоныш (Porzana porzana)
- Камышница (Gallinula chloropus)
- Лысуха (Fulica atra)

### Семейство:Дрофиные(Otididae)
- Дрофа (Otis tarda)

## Отряд:Ржанкообразные(Charadriiformes)

### Семейство:Кулики-сороки(Haematopodidae)
- Кулик-сорока (Haematopus ostralegus)

### Семейство:Шилоклювковые(Recurvirostridae)
- Ходулочник (Himantopus himantopus)
- Шилоклювка (Recurvirostra avosetta)

### Семейство:Авдотки(Burhinidae)
- Авдотка (Burhinus oedicnemus)

### Семейство:Тиркушковые(Glareolidae)
- Луговая тиркушка (Glareola pratincola)
- Степная тиркушка (Glareola nordmanni)

### Семейство:Ржанковые(Charadriidae)
- Чибис (Vanellus vanellus)
- Золотистая ржанка (Pluvialis apricaria)
- Малый зуёк (Charadrius dubius)
- Морской зуёк (Charadrius alexandrinus)

### Семейство:Бекасовые(Scolopacidae)
- Вальдшнеп (Scolopax rusticola)
- Гаршнеп (Lymnocryptes minimus)
- Дупель (Gallinago media)
- Обыкновенный бекас (Gallinago gallinago)
- Большой веретенник (Limosa limosa)
- Тонкоклювый кроншнеп (Numenius tenuirostris)
- Большой кроншнеп (Numenius arquata)
- Щёголь (Tringa erythropus)
- Травник (Tringa totanus)
- Поручейник (Tringa stagnatilis)
- Большой улит (Tringa nebularia)
- Черныш (Tringa ochropus)
- Фифи (Tringa glareola)
- Мородунка (Xenus cinereus)
- Обыкновенный перевозчик (Actitis hypoleucos)
- Камнешарка (Arenaria interpres)
- Песчанка (Calidris alba)
- Кулик-воробей (Calidris minuta)
- Белохвостый песочник (Calidris temminckii)
- Краснозобик (Calidris ferruginea)
- Чернозобик (Calidris alpina)
- Грязовик (Limicola falcinellus)
- Турухтан (Philomachus pugnax)

### Семейство:Чайковые(Laridae)
- Сизая чайка (Larus canus)
- Клуша (Larus fuscus)
- Хохотунья (Larus cachinnans)
- Озёрная чайка (Larus ridibundus)
- Тонкоклювая чайка (Larus genei)
- Средиземноморская чайка (Larus melanocephalus)
- Малая чайка (Larus minutus)

### Семейство:Крачковые(Sternidae)
- Чайкоголовая крачка (Sterna nilotica)
- Чеграва (Sterna caspia)
- Пестроносая крачка (Sterna sandvicensis)
- Обыкновенная крачка (Sterna hirundo)
- Малая крачка (Sterna albifrons)
- Белощёкая болотная крачка (Chlidonias hybridus)
- Белокрылая болотная крачка (Chlidonias leucopterus)
- Чёрная болотная крачка (Chlidonias niger)

## Отряд:Голубеобразные(Columbiformes)

### Семейство:Голубиные(Columbidae)
- Сизый голубь (Columba livia)
- Клинтух (Columba oenas)
- Вяхирь (Columba palumbus)
- Обыкновенная горлица (Streptopelia turtur)
- Кольчатая горлица (Streptopelia decaocto)

## Отряд:Кукушкообразные(Cuculiformes)

### Семейство:Кукушковые(Cuculidae)
- Хохлатая кукушка (Clamator glandarius)
- Обыкновенная кукушка (Cuculus canorus)

## Отряд:Совообразные(Strigiformes)

### Семейство:Сипуховые(Tytonidae)
- Обыкновенная сипуха (Tyto alba)

### Семейство:Совиные(Strigidae)
- Обыкновенная сплюшка (Otus scops)
- Филин (Bubo bubo)
- Обыкновенная неясыть (Strix aluco)
- Домовый сыч (Athene noctua)
- Ушастая сова (Asio otus)
- Болотная сова (Asio flammeus)

## Отряд:Козодоеобразные(Caprimulgiformes)

### Семейство:Настоящие козодои(Caprimulgidae)
- Козодой (Caprimulgus europaeus)

## Отряд:Стрижеобразные(Apodiformes)

### Семейство:Стрижиные(Apodidae)
- Белобрюхий стриж (Tachymarptis melba)
- Чёрный стриж (Apus apus)

## Отряд:Ракшеобразные(Coraciiformes)

### Семейство:Зимородковые(Alcedinidae)
- Обыкновенный зимородок (Alcedo atthis)

### Семейство:Щурковые(Meropidae)
- Золотистая щурка (Merops apiaster)

### Семейство:Сизоворонковые(Coraciidae)
- Сизоворонка (Coracias garrulus)

### Семейство:Удодовые(Upupidae)
- Удод (Upupa epops)

## Отряд:Дятлообразные(Piciformes)

### Семейство:Дятловые(Picidae)
- Вертишейка (Jynx torquilla)
- Малый пёстрый дятел (Dendrocopos minor)
- Европейский средний дятел (Dendrocopos medius)
- Белоспинный дятел (Dendrocopos leucotos)
- Большой пёстрый дятел (Dendrocopos major)
- Сирийский дятел (Dendrocopos syriacus)
- Желна (Dryocopus martius)
- Зелёный дятел (Picus viridis)
- Седой дятел (Picus canus)

## Отряд:Воробьинообразные(Passeriformes)

### Семейство:Жаворонковые(Alaudidae)
- Степной жаворонок (Melanocorypha calandra)
- Малый жаворонок (Calandrella brachydactyla)
- Серый жаворонок (Calandrella rufescens)
- Жаворонок Дюпо (Chersophilus duponti)
- Хохлатый жаворонок (Galerida cristata)
- Лесной жаворонок (Lullula arborea)
- Полевой жаворонок (Alauda arvensis)
- Рогатый жаворонок (Eremophila alpestris)

### Семейство:Ласточковые(Hirundinidae)
- Береговушка (Riparia riparia)
- Скалистая ласточка (Ptyonoprogne rupestris)
- Деревенская ласточка (Hirundo rustica)
- Рыжепоясничная ласточка (Cecropis daurica)
- Городская ласточка (Delichon urbica)

### Семейство:Трясогузковые(Motacillidae)
- Белая трясогузка (Motacilla alba)
- Жёлтая трясогузка (Motacilla flava)
- Горная трясогузка (Motacilla cinerea)
- Полевой конёк (Anthus campestris)
- Лесной конёк (Anthus trivialis)
- Луговой конёк (Anthus pratensis)
- Горный конёк (Anthus spinoletta)

### Семейство:Корольковые(Regulidae)
- Желтоголовый королёк (Regulus regulus)
- Красноголовый королёк (Regulus ignicapillus)

### Семейство:Свиристелевые(Bombycillidae)
- Свиристель (Bombycilla garrulus)

### Семейство:Оляпковые(Cinclidae)
- Оляпка (Cinclus cinclus)

### Семейство:Крапивниковые(Troglodytidae)
- Крапивник (Troglodytes troglodytes)

### Семейство:Завирушки(Prunellidae)
- Лесная завирушка (Prunella modularis)

### Семейство:Дроздовые(Turdidae)
- Белозобый дрозд (Turdus torquatus)
- Чёрный дрозд (Turdus merula)
- Рябинник (Turdus pilaris)
- Белобровик (Turdus iliacus)
- Певчий дрозд (Turdus philomelos)
- Деряба (Turdus viscivorus)

### Семейство:Цистиколовые(Cisticolidae)
- Веерохвостая цистикола (Cisticola juncidis)

### Семейство:Славковые(Sylviidae)
- Широкохвостая камышовка (Cettia cetti)
- Пятнистый сверчок (Locustella lanceolata)
- Обыкновенный сверчок (Locustella naevia)
- Речной сверчок (Locustella fluviatilis)
- Соловьиный сверчок (Locustella luscinioides)
- Тонкоклювая камышовка (Acrocephalus melanopogon)
- Вертлявая камышовка (Acrocephalus paludicola)
- Камышовка-барсучок (Acrocephalus schoenobaenus)
- Тростниковая камышовка (Acrocephalus scirpaceus)
- Болотная камышовка (Acrocephalus palustris)
- Дроздовидная камышовка (Acrocephalus arundinaceus)
- Бледная пересмешка (Hippolais pallida)
- Средиземноморская пересмешка (Hippolais olivetorum)
- Зелёная пересмешка (Hippolais icterina)
- Пеночка-весничка (Phylloscopus trochilus)
- Пеночка-теньковка (Phylloscopus collybita)
- Пеночка-трещотка (Phylloscopus sibilatrix)
- Славка-черноголовка (Sylvia atricapilla)
- Садовая славка (Sylvia borin)
- Серая славка (Sylvia communis)
- Славка-завирушка (Sylvia curruca)
- Ястребиная славка (Sylvia nisoria)
- Певчая славка (Sylvia hortensis)
- Рыжегрудая славка (Sylvia cantillans)
- Средиземноморская славка (Sylvia melanocephala)

### Семейство:Мухоловковые(Muscicapidae)
- Пёстрый каменный дрозд (Monticola saxatilis)
- Синий каменный дрозд (Monticola solitarius)
- Серая мухоловка (Muscicapa striata)
- Мухоловка-пеструшка (Ficedula hypoleuca)
- Мухоловка-белошейка (Ficedula albicollis)
- Малая мухоловка (Ficedula parva)
- Зарянка (Erithacus rubecula)
- Обыкновенный соловей (Luscinia luscinia)
- Южный соловей (Luscinia megarhynchos)
- Варакушка (Luscinia svecica)
- Горихвостка-чернушка (Phoenicurus ochruros)
- Обыкновенная горихвостка (Phoenicurus phoenicurus)
- Луговой чекан (Saxicola rubetra)
- Европейский чекан (Saxicola rubicola)
- Обыкновенная каменка (Oenanthe oenanthe)
- Каменка-плешанка (Oenanthe pleschanka)
- Испанская каменка (Oenanthe hispanica)
- Каменка-плясунья (Oenanthe isabellina)

### Семейство:Толстоклювые синицы(Paradoxornithidae)
- Усатая синица (Panurus biarmicus)

### Семейство:Длиннохвостые синицы(Aegithalidae)
- Длиннохвостая синица (Aegithalos caudatus)

### Семейство:Синицевые(Paridae)
- Средиземноморская гаичка (Poecile lugubris)
- Черноголовая гаичка (Poecile palustris)
- Буроголовая гаичка (Poecile montana)
- Московка (Periparus ater)
- Хохлатая синица (Lophophanes cristatus)
- Большая синица (Parus major)
- Обыкновенная лазоревка (Cyanistes caeruleus)
- Обыкновенный ремез (Remiz pendulinus)

### Семейство:Поползневые(Sittidae)
- Обыкновенный поползень (Sitta europaea)
- Малый скалистый поползень (Sitta neumayer)
- Краснокрылый стенолаз (Tichodroma muraria)

### Семейство:Пищуховые(Certhiidae)
- Обыкновенная пищуха (Certhia familiaris)
- Короткопалая пищуха (Certhia brachydactyla)

### Семейство:Иволговые(Oriolidae)
- Обыкновенная иволга (Oriolus oriolus)

### Семейство:Сорокопутовые(Laniidae)
- Обыкновенный жулан (Lanius collurio)
- Серый сорокопут (Lanius excubitor)
- Чернолобый сорокопут (Lanius minor)
- Маскированный сорокопут (Lanius nubicus)
- Красноголовый сорокопут (Lanius senator)

### Семейство:Врановые(Corvidae)
- Сойка (Garrulus glandarius)
- Обыкновенная сорока (Pica pica)
- Кедровка (Nucifraga caryocatactes)
- Галка (Corvus monedula)
- Грач (Corvus frugilegus)
- Чёрная ворона (Corvus corone)
- Обыкновенный ворон (Corvus corax)
- Серая ворона (Corvus cornix)

### Семейство:Скворцовые(Sturnidae)
- Розовый скворец (Pastor roseus)
- Обыкновенный скворец (Sturnus vulgaris)

### Семейство:Овсянковые(Emberizidae)
- Обыкновенная овсянка (Emberiza citrinella)
- Огородная овсянка (Emberiza cirlus)
- Горная овсянка (Emberiza cia)
- Садовая овсянка (Emberiza hortulana)
- Черноголовая овсянка (Emberiza melanocephala)
- Тростниковая овсянка (Emberiza schoeniclus)
- Просянка (Emberiza calandra)

### Семейство:Вьюрковые(Fringillidae)
- Зяблик (Fringilla coelebs)
- Вьюрок (Fringilla montifringilla)
- Клёст-еловик (Loxia curvirostra)
- Зеленушка (Carduelis chloris)
- Чечётка (Carduelis flammea)
- Чиж (Carduelis spinus)
- Черноголовый, или обыкновенный, щегол (Carduelis carduelis)
- Коноплянка (Carduelis cannabina)
- Канареечный вьюрок (Serinus serinus)
- Снегирь (Pyrrhula pyrrhula)
- Обыкновенный дубонос (Coccothraustes coccothraustes)

### Семейство:Воробьиные(Passeridae)
- Домовый воробей (Passer domesticus)
- Испанский воробей (Passer hispaniolensis)
- Полевой воробей (Passer montanus)
- Короткопалый воробей (Carpospiza brachydactyla)